# Hippopotamus creutzburgi
L'ippopotamo nano di Creta (Hippopotamus creutzburgi Boekschoten & Sondaar, 1966) è una specie estinta di ippopotamo i cui fossili sono stati trovati sull'isola greca da cui prende il nome.
Visse durante il Pleistocene, tra 130 000 e 12 000 anni fa.